# Emma Broström
Emma Broström, född 1980 i Västerås, är en svensk dramatiker och manusförfattare. Hon är utbildad vid Teaterhögskolan i Malmö, IHTV (Institutet för högre TV-utbildning, Göteborg) och Stockholms dramatiska högskola.

## Dramatiker
Emma Broström har ett trettiotal pjäser både för unga och vuxna bakom sig. Hon har bland annat skrivit för Stockholms stadsteater, Radioteatern, Malmö Stadsteater, Backa teater, Folkteatern i Göteborg och Teater Västmanland. Flera uppsättningar av hennes pjäser har blivit uttagna till Scenkonstbiennalen. 

## Filmmanus
Långfilmen Flocken, som Emma Broström skrivit manus till, vann 2015 Kristallbjörnen vid Filmfestivalen i Berlin. Emma Broström har även skrivit teatermanus av  Mig äger ingen, som bygger på Åsa Linderborgs prisbelönta roman med samma namn, och som godkändes av Åsa Linderborg. Dock valde filmbolaget Pia Gradvalls manus till filmatiseringen. 
Broström är medlem i Sveriges Dramatikerförbund och har även arbetat som dramaturg på Dalateatern och på Regionteatern Blekinge Kronoberg.  

## Priser och utmärkelser
- 2007 Anders Sandrews Stipendium
- 2007 Västerås Stads Kulturstipendium
- 2018 Svenska Ibsenpriset[11].

## Pjäser
- 2006 - Hemliga historier - Folkteatern i Göteborg
- 2006 - Igen och igen - Folkteatern i Göteborg
- 2007 - Åttonde våningen - Malmö dramatiska teater
- 2007 - Det som redan vrålar, Regionteater Blekinge Kronoberg
- 2008 - 22 dagar - Teaterhögskolan i Malmö
- 2009 - En är ilsken, en är rädd, en gör allt för att bli sedd - Riksteatern
- 2009 - Barfotaupproret - Turteatern
- 2009 - Dagbok för Selma Ottilia - Dalateatern
- 2009 - Esther - Malmö Stadsteater
- 2010 - Hela världen i mitt huvud - Scenkonst Västernorrland
- 2010 - Kräkklubben - Radioteatern
- 2010 - Allra käraste brorsan - Scenkonst Västernorrland
- 2010 - Nya bullfesten - Radioteatern
- 2010 - Bilder av Pi - Stockholms stadsteater
- 2011 - Panik, panik - Malmö Stadsteater
- 2011 - Mitt hjärta stannar här - Västmanlands teater
- 2011 - Allt som lever här dör - Riksteatern
- 2013 - Wasteland/Ödeland - Regionteatern Blekinge Kronoberg
- 2013 - Terapioffer - Radioteatern
- 2014 - Sonja & Louise[12] - Regionteatern Blekinge Kronoberg
- 2014 - Bless - Månteatern
- 2014 - Vi som blev kvar [13] - Teateri, Jönköping
- 2014 - Mig äger ingen[14] - Stockholms stadsteater
- 2015 - Lilla H och stora världen - Regionteatern Blekinge Kronoberg
- 2015 - Stoneface/Duckface[15] - Teater De Vill, Stockholm
- 2015 - B-Boy - Månteatern
- 2015 - Farmor och Vår Herre (ny dramatisering)[16] - Stockholms stadsteater
- 2016 - Konsten att älska utan att dö[17] - Estrad Norr
- 2017 - Klara, färdiga, gå - Regionteater Väst
- 2017 - Bergtagna [18] - Dalateatern
- 2017 - Before [19] - Månteatern
- 2018 - Katitzi (ny dramatisering)[20] - Stockholms stadsteater, Vällingby
- 2018 - Aisha[21] - Teater De Vill[11]